# Georges Baussan
Georges Baussan, né en 1874 et mort en 1958, est un architecte haïtien.

## Biographie

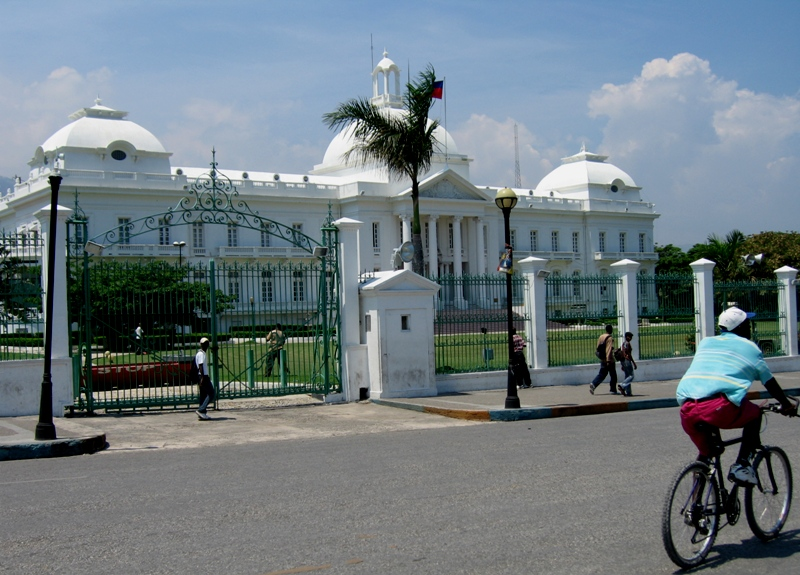
Le Palais national à Port-au-Prince, avant le séisme du 12 janvier 2010.

Diplômé de l’École spéciale d'architecture de Paris, Georges Baussan est l’auteur de plusieurs édifices importants à Port-au-Prince, pour lesquels il adopte généralement le style néoclassique : l’hôtel Splendid (1905), l’église du Sacré-Cœur de Turgeau (1908), les Casernes Dessalines (1913), le Palais national (1914-1924), l’Hôtel de Ville de Port-au-Prince (1925-1928). Ces bâtiments ont été gravement endommagés ou détruits par le séisme de janvier 2010.
En 1929, un visiteur décrira Baussan comme "une griffe, c'est-à-dire de couleur de peau brune, mi-chemin entre noir et mulâtre ; il était au-delà de la quarantaine, un homme large, lourd, beau, avec des moustaches délicates, cheveux frisés et un visage intelligent." .